# Dialysis iwatai
Dialysis iwatai är en tvåvingeart som beskrevs av Akira Nagatomi 1953. Dialysis iwatai ingår i släktet Dialysis och familjen vedflugor. Inga underarter finns listade i Catalogue of Life.